# Chodsigoa smithii
Espèce
Statut de conservation UICN

 NT  : Quasi menacé
Chodsigoa smithii est une espèce de mammifère de la famille Soricidae. Elle est endémique du Sud-ouest de la Chine.